# Gros Morne (Guadeloupe)
Pour les articles homonymes, voir Gros Morne (homonymie).
Le Gros Morne est un morne de Guadeloupe situé entre la plage de Grande-Anse et la ville de Deshaies.
Une randonnée permet de joindre la plage de Grande Anse à Deshaies par le Gros Morne. 

## Géographie
Le Gros Morne est apparu il y a 4 millions d'années. Il s'agit de la plus ancienne formation géologique de Basse-Terre. Il est né de coulées andésitiques visqueuses et est couvert d'une forêt sèche. Il est classé zone naturelle d'intérêt écologique, faunistique et floristique.